# Гортва (Римавска Собота)
Гортва (слч. Gortva) насељено је мјесто са административним статусом сеоске општине (слч. obec) у округу Римавска Собота, у Банскобистричком крају, Словачка Република.

## Становништво
| Година:    | 1994. | 2004.    | 2014.   | 2024.    |
| ---------- | ----- | -------- | ------- | -------- |
| Број људи: | 428   | 518      | 543     | 472      |
| Разлика:   |       | +21,02 % | +4,82 % | -13,07 % |

| Година:    | 2023. | 2024.   |
| ---------- | ----- | ------- |
| Број људи: | 461   | 472     |
| Разлика:   |       | +2,38 % |

Према подацима о броју становника из 2011. године насеље је имало 540 становника.